# Uuden Musiikin Kilpailu (2020)
A 2020-as Uuden Musiikin Kilpailu egy finn zenei verseny volt, melynek keretein belül a közönség és a nemzetközi zsűri kiválasztották, hogy melyik dal képviselje Finnországot a 2020-as Eurovíziós Dalfesztiválon, Hollandiában. A 2020-as UMK volt a kilencedik finn nemzeti döntő.
Az élő műsorsorozatba a 2012-től egészen 2017-ig használt módszerhez hasonlóan, ezúttal nem a műsorsugárzó jelölt ki egy adott előadót, hanem különböző előadók jelentkezését várták. Jelentkezni a 2020-as UMK-ra 2019. november 1-től nyolc napon át lehet. A sorozat ezúttal is egyfordulós volt; csak egy döntőt rendeztek 2020. március 7-én.
A verseny győztese Aksel Kankaanranta lett, aki Looking Back (magyarul:  Visszatekinteni ) című dalával képviselhette volna az országot.

## Helyszín
A válogatóműsor helyszínéül Tampere városában lévő Mediapolis Televíziós Stúdió szolgált. Legutoljára 2016-ban rendezte ugyanez a helyszín a versenyt, amikor Sandhja nyerte a versenyt Sing It Away című dalával. Az énekesnő végül 15. helyen végzett az elődöntőben Stockholmban.
| Finnország Tampere |

## A műsorvezetők
A 2020-as műsor házigazdái Mikko Silvennoinen és Krista Siegfrids voltak. Krista mint versenyző már vett részt a műsorban Marry Me című dalával, amellyel meg is nyert a válogatót, így ő képviselte Finnországot a 2013-as Eurovíziós Dalfesztiválon Malmőben. Végül 24. helyen végzett az döntőben 13 ponttal. Érdekesség, hogy 2016 óta minden évben ő vezeti a finn nemzeti döntőket. Mikko 2016 óta az Eurovízió finn kommentátorként vesz részt a dalversenyen, 2018 óta pedig a nemzeti döntőjük műsorvezetője.

## Résztvevők
Az YLE 2019. november 1-jén jelentette be, hogy ismét lehet jelentkezni a finn válogatóba. A dalok beküldésének határideje november 8-a volt. Az élő műsorba jutottak névsorát a műsorsugárzó 2020. január 21-én jelentette be. A versenyzők dalait január 24-én és január 27-től 31-ig minden nap egy dalt jelentenek be.
| Előadó             | Dal                  | Nyelv | Szerző(k)                                                                                |
| ------------------ | -------------------- | ----- | ---------------------------------------------------------------------------------------- |
| Aksel Kankaanranta | Looking Back         | angol | Joonas Angeria, Whitney Phillips, Connor McDonough, Riley McDonough, Toby McDonough      |
| Catharina Zühlke   | Eternity             | angol | Marcia "Misha" Sondeijker, Roel Rats, Josefine Myrberg, Henrik Tala, Catharina Zühlke    |
| Erika Vikman       | Cicciolina           | finn  | Janne Rintala, Mika Laakkonen, Erika Vikman, Saskia Vanhalakka                           |
| F3M                | Bananas              | angol | Olli Äkräs, Hanna Ollikainen, Rafael Elivuo                                              |
| Sansa              | Lover View           | angol | Sansa, Yotto, Anton Sonin                                                                |
| Tika               | I Let My Heart Break | angol | Neea Jokinen, Timo Oiva, Oliver@ i-One Music, Lotus Wang, Sami Tamminen, Kalle Mäkipelto |

## Döntő
A döntőt március 7-én rendezte az YLE hat előadó részvételével Tampereben, a Mediapolis Televíziós Stúdióban. A végeredményt nézők és a nemzetközi zsűri szavazatai alakították ki.
| #  | Előadó             | Dal                  | Nemzetközi zsűri | Nézők | Összesen | Eredmény |
| -- | ------------------ | -------------------- | ---------------- | ----- | -------- | -------- |
| 01 | Catharina Zühlke   | Eternity             | 42               | 14    | 66       | 5.       |
| 02 | Erika Vikman       | Cicciolina           | 58               | 99    | 157      | 2.       |
| 03 | Aksel Kankaanranta | Looking Back         | 76               | 94    | 170      | 1.       |
| 04 | F3M                | Bananas              | 64               | 20    | 84       | 4.       |
| 05 | Sansa              | Lover View           | 30               | 6     | 36       | 6.       |
| 06 | Tika               | I Let My Heart Break | 50               | 77    | 127      | 3.       |

A nemzetközi zsűri tagjai:
- Bulgária Poli Genova
- Egyesült Királyság William Lee Adams
- Észtország Laura Põldvere
- Hollandia Erik Bolks
- Németország Reinhard Ehret
- Oroszország Tutta Larsen
- Spanyolország Lucía Pérez
- Svédország Elize Ryd

| #  | Dal                  | Egyesült Királyság | Észtország | Németország | Bulgária | Spanyolország | Oroszország | Svédország | Hollandia | Összesen |
| -- | -------------------- | ------------------ | ---------- | ----------- | -------- | ------------- | ----------- | ---------- | --------- | -------- |
| 01 | Eternity             |                    | 6          | 10          |          | 10            | 6           | 6          | 4         | 42       |
| 02 | Cicciolina           | 12                 | 4          | 8           | 4        | 12            | 4           | 4          | 10        | 58       |
| 03 | Looking Back         | 10                 | 12         | 12          | 12       | 4             | 12          | 8          | 6         | 76       |
| 04 | Bananas              | 8                  | 8          | 4           | 8        | 8             | 8           | 12         | 8         | 64       |
| 05 | Lover View           | 4                  | 10         |             | 10       | 6             |             |            |           | 30       |
| 06 | I Let My Heart Break | 6                  |            | 6           | 6        |               | 10          | 10         | 12        | 50       |

## Az Eurovíziós Dalfesztiválon
Finnországnak 2020-ban is rész kellett volna vennie az elődöntőben. 2020. január 28-án osztották fel a résztvevő országokat az elődöntőkbe, a finn előadó a második elődöntő második felében lépett volna a színpadra, azonban március 18-án az Európai Műsorsugárzók Uniója bejelentette, hogy 2020-ban nem tudják megrendezni a versenyt a COVID–19-koronavírus-világjárvány miatt.